# 克劳迪奥·阿兰萨迪
何塞·克劳迪奥·阿兰萨迪·马丁内斯（西班牙語：José Claudio Aranzadi Martínez，1946年10月9日—）是西班牙工程师、商人、政治家。前西班牙工业大臣。

## 生平
1946年10月9日生于毕尔巴鄂。本科毕业于毕尔巴鄂工程学院工业工程专业。在巴黎第一大学进修经济学，获得学位。
毕业后在西班牙政府工业部工作，后来在毕尔巴鄂·比斯开银行担任研究员，也在班卡亚集团担任经济助理顾问。1982年，他被任命为西班牙政府工业与能源部技术司司长。1984年成为西班牙国家工业协会副主席。1986年8月成为主席。任期内，他主张私有化。1988年7月离开办公室，其职位由豪尔赫·梅尔卡德·米罗接替。
1988年至1991年，他在冈萨雷斯内阁中担任工业与能源大臣。他是西班牙工人社会党的右派分子。1991年在内阁改组后，转任工业、贸易与旅游大臣。1993年2月跟随冈萨雷斯领导的代表团访华。同年7月在改组后没有留任，其职位由胡安·曼努埃尔·埃吉亚加赖接替。在离开政府后，他被任命为西班牙常驻经济合作与发展组织代表。

## 荣誉
- 大十字级卡洛斯三世勋章（1993年）[11]